# MF DOOM
丹尼尔·杜默莱（英語：Daniel Dumile，/ˈduːməleɪ/ DOO-mə-lay；1971年7月13日—2020年10月31日），以藝名MF DOOM或簡稱Doom被大眾熟知，是一位英國裔美國人的饒舌歌手、詞曲作者及唱片製作人。杜默莱以其艱澀複雜的雙關語，標誌性的金屬面具及超級反派的表演形象聞名，為2000年代地下嘻哈與另類嘻哈的代表人物。在其去世後，《综艺》將其形容為「最著名、最難預測、且最神秘的人物」之一。
杜默莱出生於英國倫敦，於年輕時搬至長島。並於1988年作為三人饒舌團體KMD中的成員開始其職業生涯，並以藝名Zev Love X的身分表演。該團體於1993年因DJ Subroc（杜默莱的兄弟）的去世而解散。在短暫的沉寂後，杜默莱於1990年代末期再次活躍並開始於開放麥(Open mic)活動中表演，戴著類似於漫威漫畫中超級反派毀滅博士的金屬面具。毀滅博士的形象亦出現於其首張個人專輯《Operation: Doomsday》的封面上。杜默莱自此開始採用MF Doom的表演形象，此後很少在沒有面具的情況下公開露面。
在杜默莱作品最豐富之時期，即2000年代初期至中期，他以 MF Doom 的名義發行了廣受好評的專輯《MM...Food》(2004)，同時亦以King Geedorah與Viktor Vaughn的藝名發行專輯。在2004年與饒舌製作人Madlib以嘻哈雙人組合Madvillain的名義錄製了專輯《Madvillainy》(2004)，該專輯被認為是杜默莱的代表作，專輯中Madlib獨特的取樣技巧與杜默莱對於雙關語與多種押韻技巧的運用，使《Madvillainy》亦被廣泛稱為饒舌音樂中里程碑式的專輯。 繼《Madvillainy》後，杜默莱亦以藝名Danger Doom與製作人Danger Mouse發行了另一廣受好評的合作專輯《The Mouse and the Mask》(2005)。
即使杜默莱一生大部分時間都生活在美國，他卻從未取得美國公民身分。2010年，杜默莱在結束了第六張亦是最後一張個人專輯《Born Like This》的國際巡演回來後被拒絕入境，因此他選擇移居倫敦。在生命的最後幾年，他主要與其他藝術家合作。

## 早年生活
杜默莱於1971年7月13日出生於倫敦豪恩斯洛，其父親為辛巴威人，母親為千里達人。杜默莱為五個孩子中的長子，據他所說，他的母親是在美國懷上他的，只是碰巧在他的母親在倫敦探親時出生。在小時候，杜默莱便與家人搬至長島，並在長灘長大。杜默莱說他不記得其在英國的童年的記憶，父母也與英國文化沒有任何關聯。儘管如此，他仍為英國公民，從未取得美國公民身分。
杜默莱於國小三年級後的夏天開始學習DJ的技巧。小時候，他是漫畫書的粉絲與收藏家，並在朋友與家人間獲得了"Doom"的綽號(Doom與Dumile發音相似)
2020年12月31日,MF DOOM的妻子在Instagram中宣佈他在10月31日去世，終年49歲。

## 職業生涯

### 1988-1997:KMD、DJ Subroc的去世與活動中止
於1988年，杜默萊以Zev Love X的身分與弟弟DJ Subroc及Rodan(之後被Onyx the Birthstone Kid所取代)創立了三人饒舌團體KMD。A&R代表Dante Ross透過嘻哈團體3rd Bass得知了KMD，並在之後將其簽約至厄勒克特拉唱片下。KMD的首次出現為3rd Bass的專輯The Cactus Al/Bum中的其中一首歌曲"The Gas Face",杜默萊演唱了這首歌的最後一段歌詞，根據{{le|Pete Nice|Pete Nice]]在同一首歌上的歌詞，The Gas Face為杜默萊自創的一個詞。KMD隨後於1991年發行了其首張專輯Mr.Hood。
1993年4月23日，在KMD的第二張專輯《Black Bastards》發行前，DJ Subroc在行經長島高速公路時出車禍並因而過世。杜默萊於此意外後獨自花了數個月的時間完成了《Black Bastards》，並宣布發行日期為1994年5月3日。然而，KMD漁筏行前被厄勒克特拉唱片所放棄，《Black Badtards》則因其封面描繪了刻板印象的黑人或黑人小孩被絞死的畫面引發爭議而無法發行。